# Declan McKenna
Declan Benedict McKenna (Enfield, Gran Londres; 24 de diciembre de 1998) es un cantante, compositor y músico británico. Su salto a la fama comenzó luego de ganar el concurso de talentos emergentes del Festival de Glastonbury de 2015. En diciembre de 2014, McKenna había autopublicado su primer sencillo, "Brazil", una canción de protesta que criticaba a la FIFA y a la celebración de la Copa Mundial de la FIFA 2014 en Brasil. Después de su relanzamiento en agosto de 2015, la canción alcanzó el número uno en la lista de música alternativa Alt Nation Alt 18 de la radio Sirius XM del 23 de enero de 2016 y mantuvo ese lugar durante tres semanas. También alcanzó el número 16 en la lista de Canciones Alternativas de Billboard de Estados Unidos, el número 45 en Japón y el número 135 en Francia.[cita requerida] Publicó su primer álbum, What Do You Think About The Car?, el 21 de julio de 2017, a través de Columbia Records, con quien se encuentra afiliado desde 2016. El 4 de diciembre de 2020 lanzó su segundo álbum, Zeros, luego de múltiples retrasos debido la pandemia de COVID-19.

## Vida y carrera

### 1998-2015: Primeros años y debut con "Brazil"
Declan McKenna nació el 24 de diciembre de 1998 en Enfield, Gran Londres, y se crio en Cheshunt, Hertfordshire en el Reino Unido, donde asistió a la secundaria St Mary's Church of England High School. Su madre era maestra, mientras que su padre trabajaba como lechero y dentro de la política local. Es de ascendencia principalmente irlandesa e inglesa y, aunque ya no se considera religioso, fue criado como católico. Comenzó a rendir sus exámenes GCSE en el verano de 2015. Posteriormente comenzó a estudiar para los exámanes A-levels en literatura inglesa, filosofía y ética y sociología, pero se detuvo después de unos meses luego de su carrera musical comenzó a ocupar mayor proporción de su tiempo.
En 2015, McKenna entró en el concurso de talentos emergentes del Festival de Glastonbury. El festival lo nombró ganador del concurso en abril de 2015, por lo que recibió un premio de 5.000 libras esterlinas y la posibilidad de tocar en el festival. NME lo llamó "uno de los nuevos actos más buscados" del Reino Unido después de su victoria, poco después de que McKenna firmó un contrato de gestión con Q Prime (la misma compañía de gestión que también representa a la banda británica de rock indie Foals, entre otras). Más de 40 compañías discográficas compitieron por contratarlo, aunque McKenna finalmente eligió a Columbia Records.
McKenna escribió una gran cantidad de demos antes de lanzar su primer sencillo. Los describió como "¡No muy buenos!" y en una entrevista contó que intentaba imitar a Sufjan Stevens usando programas básicos de música. Publicó suficientes canciones para alrededor de dos álbumes en su sitio web, pero las eliminó en agosto de 2015.
En agosto de 2015, McKenna lanzó él mismo su primer sencillo, "Brazil". Había sido publicado originalmente en su propio canal de YouTube el 2 de diciembre de 2014. La canción criticaba a la FIFA, el ente rector del fútbol, por conceder la Copa Mundial de la FIFA a Brasil en 2014 sin abordar la extendida y profunda pobreza que afecta al país. McKenna dijo más tarde a la revista inglesa de música DIY que escribió la canción porque "es política y lo que veo en las noticias, y son cosas cosas en general por las que tengo opiniones fuertes, cosas que suceden en mi vida." "Brazil" generó gran atención en McKenna, ya que muchos comentaristas deportivos consideraron que la canción era un comentario sobre el emergente escándalo de corrupción de la FIFA. (Irónicamente, su sencillo "Isombard" apareció en la banda sonora para el videojuego de fútbol FIFA 17 en 2016). Más tarde fue entrevistado en el canal británico de noticias Sky News para discutir sus opiniones sobre la relación entre el fútbol y la pobreza. "Brasil" alcanzó el número uno en la lista Alt 18 Countdown del 23 de enero de 2016, en la estación de radio alternativa de la radio Sirius XM, y volvió a clasificar como número uno una semana después, el 30 de enero.

### 2015-2018: EPs yWhat Do You Think About the Car?
McKenna pasó el resto de los meses de 2015 tocando en una amplia gama de festivales de música británicos e irlandeses y en conciertos en diferentes partes de Londres. En julio tocó en el festival del Somersault en North Devon, Inglaterra y en el Boston Big Gig Festival en Boston, Lincolnshire; en septiembre, en el festival de música Electric Picnic en Stradbally, County Laois, Irlanda; y en octubre, en el festival de música MIRRORS en Londres.
En noviembre de 2015, tras el éxito de "Brazil" y sus espectáculos en Londres, McKenna autopublicó su segundo sencillo, "Paracetamol". La canción de cinco minutos y medio discutía cómo los adolescentes transgénero están mal representados en los medios de comunicación. En una entrevista con Sound of Boston, McKenna explicó que el título de la canción proviene de "la idea de usar el paracetamol era una manera de comparar la creencia de que alguien puede ser curado de quienes son, a través de la terapia, con un analgésico cotidiano". Matt Wilkinson de NME llamó a "Paracetamol" el segundo debut de McKenna. Aunque probablemente no se transmitiría por radio ni se situaría en la cima de las listas de música, Wilkinson sotenía que la canción mostraba que McKenna no era otro "tropero indie del Reino Unido, un poco grosero y con un ingenioso talento para la melodía mainstream", sino más bien un compositor completo y consumado que puede ofrecer voces "dolidas y vulnerables". Jon Lyons del sitio web de música ThisNewBand.com dijo que la canción mostraba una madurez que claramente indicaba McKenna no era "solo un sueño adolescente o una éxito con una sola canción". Mientras tanto, la influyente revista de la industria musical estadounidense Billboard dijo a principios de 2016 que McKenna estaba "incursionando en Estados Unidos" con "Brazil", que alcanzó en la lista de Canciones Alternativas de dicha revista el número 26 el 5 de marzo de 2016.
McKenna se mantuvo callado durante gran parte del 2016, escribiendo canciones en su dormitorio para su álbum debut, y lanzó "Bethlehem" ese año, y a finales de agosto, su cuarto sencillo, "Isombard", que trataba sobre los medios de comunicación de derecha. Tocó en varios festivales de música en Inglaterra: los Premios NME en febrero de 2016; el festival Live at Leeds de 2016; el festival The Great Escape en Brighton and Hove, East Sussex en mayo de 2016; el festival Standon Calling a finales de julio de 2016 en Standon, Hertfordshire; y el festival de música Field Day en Londres en junio de 2016. Ese mismo año, McKenna hizo su debut en Norteamérica en Jannus Live en St. Petersburg, Florida el 11 de marzo de 2016. Luego tocó tres sets en South by Southwest Music el 15 de marzo de 2016. En octubre de 2016, confirmó que tocaría 31ª edición de Eurosonic Noorderslag en Groninga, Países Bajos.
McKenna apareció en la lista "Sound of 2017" ("el sonido de 2017") de BBC Music a finales de 2016, después de lanzar dos EPs ("Stains" and "Liar") ese año. Los EPs tenían canciones similares, con "Brazil" y "Paracetamol" apareciendo en ambos. McKenna lanzaría dos sencillos "The Kids Don't Wanna Come Home" y "Humongous", antes de lanzar su álbum de debut, titulado What Do You Think About The Car?. El músico, productor discográfico y compositor inglés James Ford, que había producido álbumes de Arctic Monkeys, Depeche Mode y Florence and the Machine, produjo el álbum, que estaba siendo grabado en un estudio de grabación en Kensal Green. El álbum fue lanzado el 21 de julio de 2017 y recibió críticas generalmente positivas. Incluía los seis sencillos que McKenna ya había publicado, así como cinco nuevas canciones. Todas las canciones del álbum fueron escritas únicamente por McKenna, con la excepción de Listen to Your Friends, que fue coescrita por Rostam Batmanglij. McKenna tocó en varios festivales en 2017, incluyendo Coachella, Lollapalooza, el festival de Glastonbury y el festival de Reading y Leeds.
En 2017, McKenna ganó el premio BBC Music Award dentro de la categoría "Artista del Año" de la plataforma para nuevos artistas BBC Introducing. También participó en el Pilton Party de 2017 con Bastille. El 17 de enero de 2018, McKenna lanzó un videoclip para la canción "Make Me Your Queen".

### 2019-actualidad:Zeros
El 19 de agosto de 2019, McKenna lanzó la canción "British Bombs", que critica la política externa del Reino Unido. Comentó que trata específicamente de "la hipocresía del tráfico de armas británico y de la convención de armas de Londres". Escribió la canción debido a su deseo de escribir una canción que hablara directamente sobre la guerra. McKenna más tarde anunció en Twitter que su segundo álbum estaba masterizado y listo para su publicación. Ese mismo día también tuvo una sesión fotográfica para el álbum. El 29 de enero de 2020, McKenna reveló que el álbum se llamaría Zeros y que se publicaría el 15 de mayo de 2020. También lanzó la canción "Beautiful Faces" como el sencillo principal del álbum. Sin embargo, debido a la pandemia de COVID-19, pospuso la publicación hasta el 21 de agosto de 2020. En una publicación de Instagram el 5 de agosto de 2020 anunció que el álbum se volvería a posponer hasta el 4 de septiembre de 2020.

## Vida personal
McKenna ha dicho que se siente muy bien siendo un modelo a seguir. Al principio, dijo que le resultaba difícil entender tanto la crítica como los elogios que recibía, pero que ha logrado ser más maduro y analítico sobre ambos. Es vegano y apoya al Tottenham Hotspur Football Club.

### Orientación sexual
Luego de adoptar un estilo visual glam rock en sus actos en vivo, McKenna abordó preguntas sobre su sexualidad para la revista Attitude, negando etiquetarse y diciendo "Soy joven. Estoy para que experimenten conmigo" y que estaba "aprendiendo muchas cosas". En una segunda entrevista con Attitude en mayo de 2020, McKenna dijo que su sexualidad era algo "que no puede ser etiquetado", pero que pansexual puede estar cerca, sosteniendo "Jamás habría dicho que mi sexualidad esté restringida a un género o nada... Podría llamarla pansexual, dependiendo de con quien hable. Me cuesta imaginarla de otra manera."

### Opiniones políticas
McKenna reconoce que es visto como un cantante "político" o de "protesta". No se ve a sí mismo como alguien que "lidera la conversación" sino como una persona que canta sobre cosas de las que sus compañeros ya están hablando. Durante gran parte de su trabajo inicial, McKenna dijo que trató de encontrar inspiración para letras y temas en su vida privada. Sin embargo, sintió que su propia vida era tan tranquila que recurrió a cuestiones políticas y sociales que sintió que debían discutirse. Sin embargo, para su segundo álbum, McKenna siente que ha sucedido tanto que puede recurrir a experiencias más personales para sus letras.
McKenna actuó en Labour Live, un festival de música organizado por el Partido Laborista en junio de 2018. Votó al Partido Laborista en las elecciones generales de 2019.
En julio de 2020, firmó una carta abierta la ministra Liz Truss, pidiendo la prohibición de todas las formas de terapia de conversión LGBT+.

## Evaluación crítica
Declan McKenna escribe sus propias canciones, pero es acompañado durante sus giras por una banda actualmente conformada por Isabel Torres (guitarra), Nathan Cox (teclado), William Bishop (bajo) y Gabrielle Marie King (batería), aunque anteriormente tocaba todos los instrumentos. En términos de su estilo musical, ha dicho que le gustaría emular la carrera de David Bowie.
BBC News llamó a "Brazil" una canción extraordinariamente madura para un compositor de 16 años. Matt Wilkinson de NME la llamó "una de las mejores canciones" de 2015, y dio grandes elogios para el segundo sencillo de McKenna, "Paracetamol". Jon Lyons de ThisNewBand.com llamó a "Brazil" "una canción sin duda pegadiza", y también señaló que era "una crítica aguda sobre el deporte, el dinero y el poder".
Algunos críticos de música han templado sus elogios de McKenna. El crítico Matt Wilkinson dijo que los conciertos de McKenna en Londres eran sorprendentemente buenos, aunque aún no del todo pulidos. Jon Lyons ha observado que, hacia noviembre de 2015, las canciones de McKenna parecen revelar a un artista aún experimentando con las bandas y estilos de música que lo han influido. Sintió que McKenna seguía "buscando su propio sonido frente a la multitud. Un artista está naciendo nota a nota". Andy Welch, crítico de música del Bristol Post, dijo que McKenna era "uno para ver" mostrando "mucha promesa". La cantante ganadora del Grammy, Adele, incluso comentó en una entrevista: "Él es tan talentoso, lo alabo por trabajar tan duro y hacerlo tan bien a tan temprana edad".
Andre Paine del Evening Standard estaba menos impresionado con el show en vivo de McKenna, comentando que aunque su actuación "tenía mucha energía ... [él] no estuvo a la altura de su reputación como la voz de una generación", pasando a llamar a la actuación de McKenna "desordenada".

## Discografía

### Álbumes de estudio
| Título                           | Detalles de álbum                                                                                      | Mejores posiciones en las listas | Mejores posiciones en las listas | Mejores posiciones en las listas | Mejores posiciones en las listas | Mejores posiciones en las listas |
| Título                           | Detalles de álbum                                                                                      | UK                               | BEL (FL)                         | IRE                              | SCO                              | US Heat                          |
| -------------------------------- | --- | -------------------------------- | -------------------------------- | -------------------------------- | -------------------------------- | -------------------------------- |
| What Do You Think About the Car? | - Fecha: 21 de julio de 2017 - Etiquetas: Columbia - Formatos: CD, LP, Descarga digital, Streaming     | 11                               | 130                              | 26                               | 8                                | 7                                |
| Zeros                            | - Fecha: 4 de septiembre del 2020 - Etiquetas: Columbia - Formatos:CD, LP, Descarga digital, Streaming | 2                                | -                                | -                                | -                                |                                  |

### Canciones Extendidas
| Título | Detalles                                                                                          |
| ------ | ------------------------------------------------------------------------------------------------- |
| Stains | - Lanzamiento: 4 de marzo de 2016 - Etiqueta: Por La musica - Formato: CD, LP, streaming          |
| Liar   | - Fecha: 20 de mayo de 2016 - Etiqueta: High Quality Popular Music - Formato: Descarga, streaming |

### Sencillos
| "Brazil"                                                                      | 2015 | —  | 135 | 45 | 12 | 16 | 41 | Liar / What Do You Think About the Car? |
| "Paracetamol"                                                                 | 2015 | —  | —   | —  | —  | —  | —  | Liar / What Do You Think About the Car? |
| "Bethlehem"                                                                   | 2016 | —  | —   | —  | —  | —  | —  | Liar / What Do You Think About the Car? |
| "Isombard"                                                                    | 2016 | —  | —   | —  | —  | —  | —  | What Do You Think About the Car?        |
| "The Kids Don't Wanna Come Home"                                              | 2016 | 84 | —   | —  | —  | —  | —  | What Do You Think About the Car?        |
| "Humongous"                                                                   | 2017 | —  | —   | —  | —  | —  | —  | What Do You Think About the Car?        |
| "Why Do You Feel So Down?"                                                    | 2017 | —  | —   | —  | —  | —  | —  | What Do You Think About the Car?        |
| "Make Me Your Queen"                                                          | 2018 | —  | —   | —  | —  | —  | —  | What Do You Think About the Car?        |
| "Listen to Your Friends"                                                      | 2018 | —  | —   | —  | —  | —  | —  | What Do You Think About the Car?        |
| "—" denota una grabación que no se mostró o no fue lanzada en ese territorio. |      |    |     |    |    |    |    |                                         |